# Art Landy
Pour les articles homonymes, voir Landy.
Art Landy, né le 18 mai 1904 et mort le 21 mai 1977, est un artiste américain de décors pour l'animation. Après un début de carrière au sein des Studios Disney dans la deuxième moitié des années 1940, il rejoint en 1953 le Walter Lantz Studio et y travaille jusqu'à fin 1966. Chez Disney il a surtout travaillé sur la série de Pluto et le long métrage Peter Pan (1953). Chez Lantz, il contribue à de très nombreux courts métrages de Woody Woodpecker.

## Filmographie
- 1947 : Figaro and Frankie
- 1947 : Rendez-vous retardé
- 1947 : Pluto chanteur de charme
- 1948 : Mickey, Pluto et l'Autruche
- 1948 : Bone Bandit
- 1950 : Pluto's Heart Throb
- 1950 : Pluto and the Gopher
- 1950 : Camp Dog
- 1950 : Pluto et la Cigogne
- 1953 : Peter Pan

- 1953 : Buccaneer Woodpecker